# アインシュタイン＝ブリルアン＝ケラー量子化条件
アインシュタイン＝ブリルアン＝ケラー量子化条件（アインシュタイン＝ブリルアン＝ケラーりょうしかじょうけん、英: Einstein–Brillouin–Keller quantum condition）またはEBK量子化条件とは、物理学、特に量子力学において、可積分な系における半古典論的な量子条件である。独立な多自由度をもつ周期系に対するボーア＝ゾンマーフェルトの量子化条件の拡張となっている。1917年にアルベルト・アインシュタインにより提案され、後に、レオン・ブリルアンやジョセフ・ケラーによって、理論の展開及び補正がなされた。相空間における不変トーラスと呼ばれる構造を基にした量子化であり、トーラス量子化とも呼ばれる。不変トーラスの存在は系の可積分性に対応しており、不変トーラスが存在しないカオスを示す系での半古典論的な量子化の問題は、量子カオスの研究の中で注目されるようになった。

## 概要
リウヴィル＝アーノルドの定理によれば、可積分なハミルトン力学系では、相空間上の軌道は、不変トーラスと呼ばれるトーラス構造上の準周期軌道であり、作用変数-角変数の組 {θm, Im}m=1,...,n で記述される。ここで、作用変数は
{\displaystyle I_{m}:=\oint _{\partial \Omega _{m}}\sum _{i}p_{i}\,dq_{i}=\int _{\Omega _{m}}\sum _{i}dp_{i}\wedge dq_{i}}
で定義される。但し、ここで ∂Ωm (m=1,…,n) はトーラス上の独立な閉路である。作用変数に対して
{\displaystyle I_{m}=(n_{m}+\alpha _{m}/4)h\quad (n_{m}=1,2,\dots )}
で与えられる量子条件をアインシュタイン＝ブリルアン＝ケラー量子化条件という。但し、h はプランク定数、αm はマスロフ指数である。
EBK 量子化は不変トーラスによって、可積分な系の量子化条件を与えている。一方、可積分系から離れたカオスが現れる系では、不変トーラスが崩壊し、EBK量子化は破綻する。アイシュタイン自身も、1917年の論文の中で可積分でない系の量子化の問題を指摘していたが、前期量子論以降の本格的な量子力学の形成に伴い、こうした問題は長らく忘れられていた。

## エネルギー準位
ハミルトニアン H は、
{\displaystyle {\dot {\theta _{i}}}=\omega _{i}(I_{1},\dots ,I_{n})}
を用いて、作用変数だけの関数
{\displaystyle H(I_{1},\dots ,I_{n})=\sum _{i=1}^{n}\omega _{i}(I_{1},\dots ,I_{n})I_{i}}
として表される。従って、EBK量子化によるエネルギー準位として
{\displaystyle E=H(I_{1}=(n_{1}+\alpha _{1}/4)h,\dots ,I_{n}=(n_{n}+\alpha _{n}/4)h)}
が得られる。

## 理論の発展
前期量子論におけるボーア＝ゾンマーフェルトの量子化条件は、周期的な多自由度な系の量子化則を与える。
{\displaystyle \oint p_{i}\,dq_{i}=nh\quad (n=1,2,\dots )}
ここで、積分は qi の1周期にわたる。但し、ボーア＝ゾンマーフェルトの量子化条件が適用できるのは、各自由度の組(qi, pi)について独立な運動に分解できる場合 、すなわち変数について分離可能である場合に限られている。1917年にアイシュタインは、量子化においては分離可能であることは本質的ではなく、むしろ正準不変な Σpi dqi を通じた量子化が意味をもつと考えた。そこで、アインシュタインは、多重周期系の閉軌道、すなわちトーラス上の軌道に対する量子化条件として
{\displaystyle \oint _{\gamma _{i}}\sum _{i=1}^{n}p_{i}\,dq_{i}=nh\quad (n=1,2,\dots )}
を考案した。
後に、ブリルアンは波動関数 ψ の半古典論的な近似において、波動関数
{\displaystyle \psi (q)=A(q)\exp \left({\frac {i}{\hbar }}S(q)\right)}
の一価性の条件からアイシュタインの量子化条件が導かれるかことを示した。さらにケラーは、ブリルアンの議論を推し進め、古典軌道の焦曲線の条件により、量子化における整数/半整数の条件が定まることを示し、マスロフ指数による補正を与えた。